# Hr-klassik

Logo von 1998 bis 2001

Logo von 2001 bis 2004

hr-klassik war ein Hörfunkkanal des Hessischen Rundfunks und sendete ausschließlich klassische Musik. Gestartet am 5. Januar 1998 als hr2 plus, wurde er im Juli 2001 in hr-klassik umbenannt. Am 1. September 2005 wurde das Programm aus Kostengründen eingestellt und in hr2-kultur reintegriert. Auf vielen der ehemaligen UKW-Frequenzen wurde zur Verbesserung der UKW-Versorgung von hr-info und You FM auf eine der beiden genannten Programmen geschaltet.
Vergleichbar war hr-klassik mit dem heutigen BR-Klassik vom Bayerischen Rundfunk und MDR Klassik vom Mitteldeutschen Rundfunk. Der Werbeslogan lautete „hr-klassik inspiriert“.